# Human Flowers of Flesh
Human Flowers of Flesh és una pel·lícula dramàtica francoalemanya del 2022 dirigida per Helena Wittmann. És protagonitzada per Angeliki Papoulia, Ferhat Mouhali, Gustavo de Mattos Jahn, Ingo Martens, Mauro Soares, Vladimir Vulevic, Steffen Danek, Nina Villanova i Denis Lavant. La pel·lícula es va estrenar al Festival de Cinema de Locarno el 7 d'agost de 2022. S'ha subtitulat al català.

## Sinopsi
Capitana d'un petit vaixell, l'Ida ressegueix amb la seva tripulació multicultural el rastre de la Legió estrangera francesa per la costa mediterrània.

## Repartiment
- Angeliki Papoulia com a Ida
- Ferhat Mouhali
- Gustavo de Mattos Jahn
- Ingo Martens
- Mauro Soares
- Vladimir Vulevic
- Steffen Danek
- Nina Villanova
- Denis Lavant